# ティタノティロプス
ティタノティロプス（Titanotylopus）は、新生代新第三紀鮮新世前期から更新世前期にかけての北アメリカに生息していたラクダ科の1属。

## 概要
肩高約3.5mの巨大なラクダ。鮮新世に出現した、アエピカメルスなど大型化したラクダ科の中でも最大級となる。現生群に繋がる系統から派生した属で、身体の大きさ以外の点では、切歯を欠いた細長い吻及び大きく広がった脚の趾といった点が現生種と異なるのみである。
中新世から鮮新世にかけてはラクダ科の大型化が著しかったが、ティタノティロプス以降のラクダは一転して小型化していった。